# Shackleton-Schelfeis
Koordinaten: 66° 0′ S, 100° 0′ O
Das Shackleton-Schelfeis (englisch Shackleton Ice Shelf) ist ein großes Schelfeis an der Queen-Mary-Küste und der Knoxküste des Antarktischen Kontinents mit einer Länge von 384 km und einer Fläche von 33.820 km². Im Shackleton-Schelfeis liegen einige Inseln, von denen die Mill-Insel und die Masson-Insel die größten sind.
Das Schelfeis wurde während der United States Exploring Expedition (1838–1842) unter Leitung von Charles Wilkes 1840 entdeckt, jedoch erst bei der Australasiatischen Antarktisexpedition (1911–1914) erkundet. Expeditionsleiter Douglas Mawson benannte es nach dem britischen Polarforscher Ernest Shackleton, an dessen Nimrod-Expedition (1907–1909) Mawson beteiligt war. Luftaufnahmen der US-amerikanischen Operation Highjump (1946–1947) dienten 1955 der Kartierung des Schelfeises. Sowjetische Wissenschaftler nahmen 1956 eine eigenständige Kartierung vor. Sie zeigte, dass sich das Schelfeis im Osten über den Scott-Gletscher hinaus bis zum 105. östlichen Längengrad erstreckt.